# 赭色
赭色（拼音：zhěsè）一般指紅褐色，现实生活中有一种泥土色素是这个颜色，而赭石是产生这种色素的礦石。

## 相關顏色
- 土黄色